# Traun (oraș)
Traun este un oraș în Austria. Este situat în partea nordică a râului Traun. La est se învecinează cu orașul Linz.